# Sofia Nicholson
Sofia Dubois Nicholson (Lisboa, 23 de Julho de 1969) é uma actriz portuguesa.

## Família
Filha do escritor e actor Francisco Nicholson e de sua primeira mulher Colette Lilianne Dubois e enteada da também atriz Magda Cardoso.
Viveu em França desde os 2 aos 18 anos.
Tem um filho chamado Hugo Nicholson Teixeira, nascido em 7 de fevereiro de 1998, também ator.

## Trabalho na televisão
| Ano         | Projeto                 | Papel                            | Notas                 | Canal      |
| ----------- | ----------------------- | -------------------------------- | --------------------- | ---------- |
| 1982        | Vila Faia               | Cliente da Tasca da Ti Ermelinda | Figuração             | RTP1       |
| 1983        | Origens                 | Cliente do Mini- mercado         | Figuração Especial    | RTP1       |
| 1988        | Canto Alegre            |                                  | Figuração             | RTP1       |
| 1992        | Cinzas                  | Adelina                          | Elenco Adicional      | RTP1       |
| 1999        | A Lenda da Garça        | Cláudia                          | Elenco Principal      | RTP1       |
| 1999        | Cruzamentos             |                                  | Participação Especial | RTP1       |
| 2000        | Ajuste de Contas        | Maria                            | Elenco Principal      | RTP1       |
| 2001        | Olhos de Água           | Maria Jacinta Torres (jovem)     | Participação Especial | TVI        |
| 2001        | Ganância                | Médica                           | Participação Especial | SIC        |
| 2001        | Super Pai               | Mãe                              | Participação Especial | TVI        |
| 2001        | A Senhora das Águas     | Sónia Mendes Bernardes           | Elenco Principal      | RTP1       |
| 2002        | Camilo, o Pendura       |                                  | Participação Especial | RTP1       |
| 2002        | Não Há Pai!             | Natasha                          | Participação Especial | SIC        |
| 2002 - 2003 | O Olhar da Serpente     | Sara Marques Serôdio             | Elenco Principal      | SIC        |
| 2003        | O Padre Camilo          | Peça de Teatro                   | Participação Especial | TVI        |
| 2004        | Inspetor Max            | Olga                             | Participação Especial | TVI        |
| 2004        | Baía das Mulheres       | Joanne                           | Elenco Adicional      | TVI        |
| 2004 - 2005 | Maré Alta               | Passageira                       | Elenco Principal      | SIC        |
| 2005        | Uma Aventura no Algarve | Laurie                           | Participação Especial | SIC        |
| 2003 - 2005 | Malucos do Riso         | Vários Papéis                    | Elenco Principal      | SIC        |
| 2005 - 2006 | Câmara Café             | Alice Costa                      | Elenco Principal      | RTP1       |
| 2006        | Tempo de Viver          | Joana Torres                     | Elenco Adicional      | TVI        |
| 2007        | Ilha dos Amores         | Beatriz Machado da Câmara        | Participação Especial | TVI        |
| 2007        | A Minha Família         | Patrícia                         | Participação Especial | RTP1       |
| 2007        | Une Camille Formidable  |                                  | Participação Especial | TF1        |
| 2007        | Detective Maravilhas    | Carlota                          | Elenco Principal      | TVI        |
| 2007 - 2008 | Morangos com Açúcar     | Leonor                           | Elenco Principal      | TVI        |
| 2008        | A Outra                 | Luísa Sousa Lima                 | Elenco Principal      | TVI        |
| 2008        | Casos da Vida           | Silvina                          | Co- Protagonista      | TVI        |
| 2008        | Liberdade 21            | Graça                            | Participação Especial | RTP1       |
| 2009 - 2010 | Deixa Que Te Leve       | Gertrudes Sousa                  | Co- Protagonista      | TVI        |
| 2010        | Lua Vermelha            | Mãe de Daniela                   | Participação Especial | SIC        |
| 2010 - 2011 | Espírito Indomável      | Teresa Monteiro Castro           | Protagonista          | TVI        |
| 2012 - 2013 | Doce Tentação           | Maria da Conceição               | Elenco Principal      | TVI        |
| 2012        | Maison Close            | Enfermeira                       | Participação Especial | Canal plus |
| 2012        | Odyssey                 | Senhora na Praia                 | Participação Especial | TV5        |
| 2013        | Camada de Nervos        | Vários Papéis                    | Elenco Secundário     | Canal Q    |
| 2014        | Giras & Falidas         | Maria da Conceição               | Elenco Principal      | TVI        |
| 2014        | O Beijo do Escorpião    | Ana Santos                       | Elenco Principal      | TVI        |
| 2015        | A Única Mulher          | Becas Sousa Pinto                | Participação Especial | TVI        |
| 2017        | Ouro Verde              | Judite Sampaio                   | Elenco Principal      | TVI        |
| 2018        | Paixão                  | Fátima                           | Elenco Adicional      | SIC        |
| 2019        | Amar Depois de Amar     | Aurora Justo                     | Elenco Principal      | TVI        |
| 2019        | Luz Vermelha            | Inna                             | Elenco Principal      | RTP1       |
| 2020 - 2021 | Amar Demais             | Filomena Gonçalves               | Elenco Principal      | TVI        |
| 2022        | Amor Amor 2             | Maria Jacinta Bernardes          | Elenco Adicional      | SIC        |
| 2022        | Quero É Viver           | Belicha                          | Elenco Adicional      | TVI        |
| 2024        | Cacau                   | Filomena "Filó" Coutinho         | Co-Protagonista       | TVI        |
| 2024        | O Conto do Nadador      | Luísa                            | Elenco Principal      | RTP1       |

## Trabalho em cinema/Teatro
- Terror e Miséria  no Terceiro Reich-Teatro, 2025
- A Fábrica, de Diogo Barbosa, 2019[12] - vencedor de um Prémio Sophia para a Melhor Curta-Metragem, da Academia Portuguesa de Cinema[13]
- Longa metragem Trilho, de Gonçalo Silva, 2012
- Rachel na curta metragem A New Page, de Francisco Neffe, 2011
- Verónica no telefilme A Primeira Dama, de Artur Ribeiro, 2011[14]
- Joséphine no filme Moi, Bernardette, J'ai Vu, de Jean Sagols, 2010
- Telefime Anthero - O Palácio da Ventura, de José Medeiros, 2008[15]
- Mulher na curta metragem Preso Pela Trela, de André Gaspar, 2007
- Caroline Launay no telefilme Les jumeaux oubliés, de Jérôme Cornuau, 2004